# John Drew
John Edward Drew (ur. 30 września 1954 w Vredenburgh, zm. 10 kwietnia 2022) – amerykański koszykarz, dwukrotny uczestnik spotkań gwiazd NBA. Jeden z pierwszych zawodników objętych polityką antynarkotykową, wprowadzoną przez komisarza NBA – Davida Sterna.
W debiutanckim sezonie 1974/1975 zajął drugie miejsce w głosowaniu na debiutanta roku NBA.
Kariera Drew dobiegła końca ze względu na uzależnienie od kokainy. Opuścił on 38 spotkań sezonu 1982/83 z powodu odwyku. W 1984 roku był jednym z głównych kandydatów w wyścigu o nagrodę – NBA Comeback Player of the Year Award. Zajął też drugie miejsce w głosowaniu na najlepszego „szóstego” zawodnika ligi. Przekreślił swoje szanse z powodu powrotu do uzależnienia. W 1986 roku został usunięty z NBA w wyniku naruszenia przepisów antynarkotykowych. Był także kilkukrotnie aresztowany za posiadanie niedozwolonych substancji. Do historii NBA przeszedł jako pierwszy zawodnik, który został usunięty z powodu złamania polityki antynarkotykowej.
Jest współrekordzistą NBA (z Jasonem Kiddem) w liczbie strat uzyskanych w trakcie jednego spotkania sezonu zasadniczego. 1 marca 1978 roku zanotował ich 14, podczas konfrontacji z New Jersey Nets.

## Osiągnięcia
NBA
- 2-krotny uczestnik meczu gwiazd NBA (1976, 1980)[7]
- Wybrany do I składu debiutantów NBA (1975)[8]
- Zawodnik tygodnia NBA (6.03.1983)[7]

CBA
- Najlepszy nowo przybyły zawodnik CBA (1986)